# Kostel svatého Jiljí (Studnice)
Římskokatolický farní Kostel svatého Jiljí je kostel, jenž stojí v obci Studnice v okrese Vyškov.

## Historie
První zmínka o kostelu pochází z roku 1342. Farnost po třicetileté válce zanikla a společně s kostelem byla obnovena v roce 1731. Na věži kostela je umístěn zvon umíráček z roku 1552, který pravděpodobně pochází z původního stavby a je nejstarší částí současného kostela. Postaven byl na návsi. V interiéru kostela se nachází oltářní obraz svatého Jiljí od Josefa Hellicha z Prahy zhotovený v roce 1854.